# Avahi peyrierasi
Avahi peyrierasi  (лат.) — примат из семейства индриевых. Был описан в 2006 году.

## Описание
Вес около 1 килограмма.

## Распространение
Встречается на юго-востоке Мадагаскара.

## Статус популяции
Международный союз охраны природы присвоил этому виду охранный статус «Уязвимый».